# Lanivecký rajón
Lanivecký rajón (ukrajinsky Лановецький район) byl rajón v Ternopilské oblasti na Ukrajině. Hlavním městem bylo Lanivci a rajón měl přibližně 28 tisíc obyvatel. 

## Sídla v rajónu
- Lanivci